# Мизофония
Терминът „мизофония“, буквално „омраза към звук“, е създаден през 2001 г. от аудиолозите Павел и Маргарет Ястребов за заболяване, при което специфични звуци пораждат в човек негативни емоции, мисли и физически реакции.
Мизофонията не е класифицирана като слухово или психиатрично заболяване и се различава от фонофобията (страх от звуци). Няма стандартни диагностични критерии и има малко проучвания колко често се среща или как се третира. Поддръжниците твърдят, че мизофонията може да повлияе неблагоприятно на способността на човек да постигне житейските си цели и да се наслаждава на социални обстановки. Няма доказани методи за справяне със заболяването. Третирането обикновено се състои в помагането на човек да развие механизъм за справяне. Използвани са и когнитивна поведенческа терапия и експозиционна терапия.

## Признаци и симптоми
Проучванията за мизофония са малко на брой. Някои от тях показват, че хората с мизофония имат силни негативни емоции, мисли и физически реакции към определени звуци, наричани „тригерни звуци“. Тези звуци обикновено са слаби, но могат да бъдат и силни. Според едно проучване в 80% от случаите източник на звука е устата (например: хранене, сърбане, дъвчене, шепот и др.) и в 60% от случаите звукът е повтарящ се. Звукът може да отключи и визуален дразнител, който да предизвика същата реакция дори при липса на самия звук.
Реакцията към „тригер звука“ може да бъде агресия спрямо източника, отдалечаване или напускане на стаята, опит да се заглуши или да се имитира самия звук.
Първата мизофонична реакция може да се отключи, когато човек е още млад и може да произлиза от някой близък или от домашен любимец.
Хората с мизофония осъзнават, че я преживяват и някои я определят като ненормална. Смущението, което поражда мизофонията може да бъде както слабо, така и сериозно. Реакции като избягването на източника могат да попречат на човек да изпълни своите житейски цели и да води пълноценни отношения с околните.

## Механизъм
Механизмът на мизофонията не е напълно известен, но е възможно да е породена от дисфункция на централната слухова система в мозъка. Възприеманият произход и контекст на звука изглежда имат ключова роля в предизвикването на реакция.

## Диагностика
Все още няма стандартни критерии за поставяне на диагноза. Мизофонията се различава както от хиперакузията, която не се отключва от конкретен звук и не включва подобни силни реакции, така и от фонофобията (страх от конкретен звук), но може да се прояви едновременно и с двете.
Не е ясно дали хората с мизофония обикновено имат и други симптоми, както и дали има генетичен компонент.

### Класификация
Диагностиката на мизофония не е призната нито в DSM-IV, нито в ICD 10 и не се определя като слухово или психично разстройство. Може да е форма на звуково-емоционална синестезия и има сходности с някои тревожни разстройства. Все още не е ясно дали мизофонията трябва да бъде класифицарана като симптом, или като заболяване.

## Методи за справяне
Няма доказан метод за лекуване на заболяването и не е публикувано клинично изпитване на случаен принцип. Лекарите обикновено се опитват да помагат на човек да се справя със заболяването като разпознават това, което преживява и работят по стратегии за справяне. Някои малки проучвания са публикувани относно използването на звукова терапия, подобна на преквалибицирането на тинитус, както и относно когнитивно-поведенческа терапия и в частност терапия с подлагане, за да се помогне на човек да не забелязва „тригер звуците“. Нито един от тези подходи не е бил научно изследван за да се определи ефективността му.

## Епидемиология
Разпространението все още не е известно, както и дали мъже или жени, или по-възрастни или по-млади хора, са по-склонни да имат мизофония.

## Общество и култура
Хората, които изпиват мизофония, са създали онлайн групи за подкрепа.
През 2016 излиза документален филм за мизофония – Quiet Please.

## Забележителни случаи
- Барън Лернър[10]
- Кели Рипа[11]
- Мелани Лински[12]